# Reach for the Dead
Reach for the Dead – utwór zespołu Boards of Canada, wydany jako singiel/digital download 23 maja 2013 roku. Zapowiadał nadchodzący album zespołu, Tomorrow’s Harvest.
17 czerwca utwór został wydany jako promo CD. 

## Wydanie i odbiór
Utwór został zapowiedziany i (jednocześnie opublikowany wraz z towarzyszącym mu teledyskiem) 23 maja 2013 roku za pośrednictwem szeregu magazynów muzycznych: Consequence of Sound, NME, Pitchfork, Spin, Stereogum, Tiny Mix Tapes oraz rozgłośni radiowej NPR. Wkrótce potem wiadomość tę przekazały inne wydawnictwa: The A.V. Club, Billboard, Clash i dziennik The Guardian.
Zdaniem Toma Breihana z magazynu Stereogum utwór to „złowieszczy, nucący instrumentalny drone z zaledwie kilkoma nutami smutnej nostalgii, którą grupa promieniowała”. Zanim pojawiła się perkusja, muzyka utworu skojarzyła się autorowi ze „ścieżką dźwiękową świetnego filmu science-fiction z lat 80.”. Nick Neyland z Pitchforka dostrzegł w nagraniu „subtelne poczucie wdzięku, które wkrada się wraz z postępem utworu, i które jest tym, co odróżnia "Reach for the Dead" od podobnych prac innych artystów”. Zespół wybrał – jego zdaniem – „piękno zamiast makabrycznych emocji, usuwając szokowy odcień z motywów ścieżki dźwiękowej horroru i tworząc zamiast tego własne, artystyczne podejście do nich”.

## Teledysk
Teledysk do utworu został wyreżyserowany przez Neila Kruga, reżysera i fotografa z Los Angeles, który wcześniej wyreżyserował nieoficjalny teledysk do utworu Boards of Canada „In a Beautiful Place Out in the Country”. Został po raz pierwszy wyemitowany na dużym ekranie w centrum Tokio. Redaktor muzyczny Japan Times Shaun McKenna obserwujący emisję teledysku napisał na Twitterze: „Piosenka była cicha, teledysk był wypełniony krajobrazami, kiedy to się skończyło, ktoś krzyknął, 'Czy to jest to?!'”. 
Według Robina Murraya z magazynu Clash w teledysku „wykorzystano materiał filmowy z opuszczonych miast duchów w czymś, co wydaje się być Stanami Zjednoczonymi. Przełączając się na kamerę lecącą w niższych warstwach atmosfery, klip kończy się skupieniem uwagi na prostokątnym wzorze umieszczonym na niebie, zanim rozpłynie się w czystym białym słońcu”. Zbliżony opis dał Chris Martins z magazynu Spin. Jego zdaniem film „naśladuje ciepłe, analogowe podejście szkockiego duetu do sztuki elektronicznej, a gdy utwór zaczyna się od ambientowego szumu i przerywanego uderzenia bębna, widzimy rozległe ujęcia pięknej pustyni z helikoptera”. Muzyka powoli rozwija się, dodając sekwencje syntezatorów i perkusję, podczas gdy film rejestruje wyprawy po opuszczonych budynkach kierując się ostatecznie w stronę zachodzącego słońca i kończąc się rozbłyskiem.
„Klip do "Reach For The Dead" jest, pod każdym względem, singlem Boards Of Canada, wraz z eksperymentalnymi dźwiękami i całkowitym brakiem perkusji przez większość utworu” – ocenia Marah Eakin z The A.V. Club.
Zdaniem Seana Michaelsa z dziennika The Guardian „brzmienie Boards of Canada zawsze przywoływało na myśl nagrania terenowe i klasyczne produkcje edukacyjne kanadyjskiej National Film Board, od której duet wziął swoją nazwę, a nowe teledyski mają podobny, nostalgiczny klimat”.

## Lista utworów
Lista według Discogs:
| 1. | Reach For The Dead | 4:47  |
|    |                    |       |
|    |                    | 04:47 |
|    |                    |       |